# Иоахим, Иозеф (поэт)
Йозеф Иоахим (нем. Joseph Joachim; 4 апреля 1834, Кестенхольц — 30 июля 1904, Кестенхольц) — швейцарский народный поэт.

## Биография
Получил образование в народной школе, затем долго был простым крестьянином. Лишь в 40 лет написал первый свой рассказ «Ein Erntetag» (1881); за ним последовал ряд других повестей и крестьянских романов: «Glyms auf der Höh'» (Цюрих, 1885), «Geschichten der Schulbase» (Фрауенфельд, 1888), «Lonny die Heimatlose» (Базель, 1889), «Die Brüder» (там же, 1891). В последнем романе им была показана картина современной ему швейцарской действительности и высказаны оригинальные религиозные воззрения автора. Критика считает его близким Иеремией Готгельфом, т. е. Бициусом.